# Matagalpa
Matagalpa è un comune del Nicaragua, capoluogo del dipartimento omonimo.
Matagalpa è un nome antico che significa "là dove stanno le rocce", e deriva dalla posizione di Matagalpa che si trova sulle rive del Rio Grande, chiamato dagli indios "fiume delle rocce " (Kiwaska). Matagalpa, una volta un villaggio indigeno è stato denominato “la Perla del Septentrión”. Situato in una stretta valle tra le montagne verdi a nord del Nicaragua, costituisce il cuore della produzione di caffè del Nicaragua. Ha un clima fresco, che la maggior parte dei Nicaraguensi caratterizzano come “fredo”.
Matagalpa era un insediamento scoperto dagli Spagnoli nel 1542 mentre stavano cercando una via per il nord. Gli Spagnoli non trovarono l'oro a Matagalpa, così nel paese rimasero solamente missionari e alcuni soldati. Però molto presto altri Spagnoli, più uomini che donne, arrivarono a Matagalpa e cominciarono a mescolarsi con la popolazione nativa.
Nel 1840, nella regione è stato scoperto l'oro, che attrasse spagnoli, meticci, tedeschi, americani e inglesi, che migrarono nella zona. Una coppia di tedeschi, Ludwing Elser e sua moglie Katharina Braun avviarono le prime coltivazioni di caffè nella zona, le cui fave erano inviate al mercato in Germania. Alcune famiglie danesi arrivarono nel 1940.